# 꿍따리 유랑단
"꿍따리 유랑단"은 한국에서 제작된 김영진 감독의 2011년 다큐멘터리 영화이다. 강원래 등이 주연으로 출연하였고 김형진 등이 제작에 참여하였다.

## 출연

### 주연
- 강원래
- 김지혜
- 최재식
- 오세준
- 나용희
- 조성진
- 김희화